# Tiszakanyár
Tiszakanyár là một thị trấn thuộc hạt Szabolcs-Szatmár-Bereg, Hungary. Thị trấn này có diện tích 15,51 km², dân số năm 2010 là 1636 người, mật độ 105 người/km².